# Liste von Flughäfen und Flugplätzen in Chile
Die Liste von Flughäfen und Flugplätzen in Chile enthält die wichtigsten Flughäfen und Flugplätze in Chile.

## Flughäfen
Fett markiert sind Flughäfen, die von kommerziellen Fluglinien angeflogen werden.
| Name des Flughafens              | zugehörige Stadt      | Region                                           | IATA-Code | ICAO-Code |
| -------------------------------- | --------------------- | ------------------------------------------------ | --------- | --------- |
| Flughafen Ancud                  | Ancud                 | Región de los Lagos                              | ZUD       | SCAC      |
| Flughafen Antofagasta            | Antofagasta           | Región de Antofagasta                            | ANF       | SCFA      |
| Flughafen Arica                  | Arica                 | Región de Arica y Parinacota                     | ARI       | SCAR      |
| Flughafen Balmaceda              | Balmaceda             | Región de Aysén                                  | BBA       | SCBA      |
| Flughafen Calama                 | Calama                | Región de Antofagasta                            | CJC       | SCCF      |
| Flugplatz Gamboa                 | Castro                | Región de los Lagos                              | WCA       | SCST      |
| Flughafen Mocopulli              | Castro                | Región de los Lagos                              | MHC       | SCPQ      |
| Flugplatz Franco Bianco          | Cerro Sombrero        | Región de Magallanes y de la Antártica Chilena   | SMB       | SCSB      |
| Flugplatz Nuevo Chaitén          | Chaitén               | Región de los Lagos                              | WCH       | SCTN      |
| Flugplatz Chañaral               | Chañaral              | Región de Atacama                                | CNR       | SCRA      |
| Flugplatz Chile Chico            | Chile Chico           | Región de Aysén                                  | CCH       | SCCC      |
| Flugplatz Chillán                | Chillán               | Región de Ñuble                                  | YAI       | SCCH      |
| Flugplatz Cochrane               | Cochrane              | Región de Aysén                                  | LGR       | SCHR      |
| Flughafen Concepción             | Concepción            | Región del Biobío                                | CCP       | SCIE      |
| Flughafen Desierto de Atacama    | Copiapó               | Región de Atacama                                | CPO       | SCAT      |
| Flugplatz Coyhaique              | Coyhaique             | Región de Aysén                                  | GXQ       | SCCY      |
| Flugplatz Ricardo García Posada  | El Salvador           | Región de Atacama                                | ESR       | SCES      |
| Flugplatz Futaleufú              | Futaleufú             | Región de los Lagos                              | FFU       | SCFT      |
| Flughafen Diego Aracena          | Iquique               | Región de Tarapacá                               | IQQ       | SCDA      |
| Flughafen La Florida             | La Serena             | Región de Coquimbo                               | LSC       | SCSE      |
| Flughafen Linares                | Linares               | Región del Maule                                 | ZLR       | SCLN      |
| Flughafen Los Andes              | Los Andes             | Región de Valparaíso                             | LOB       | SCAN      |
| Flugplatz Los Ángeles            | Los Ángeles           | Región del Biobío                                | LSQ       | SCGE      |
| Flughafen Osorno                 | Osorno                | Región de los Lagos                              | ZOS       | SCJO      |
| Flughafen Mataveri               | Osterinsel            | Región de Valparaíso                             | IPC       | SCIP      |
| Flugplatz Ovalle                 | Ovalle                | Región de Coquimbo                               | OVL       | SCOV      |
| Flugplatz Alto Palena            | Palena                | Región de los Lagos                              | WAP       | SCAP      |
| Flugplatz Porvenir               | Porvenir              | Región de Magallanes y de la Antártica Chilena   | WPR       | SCFM      |
| Flugplatz Cabo Juan Román        | Puerto Aysén          | Región de Aysén                                  | WPA       | SCAS      |
| Flughafen Puerto Montt El Tepual | Puerto Montt          | Región de los Lagos                              | PMC       | SCTE      |
| Flughafen Puerto Natales         | Puerto Natales        | Región de Magallanes y de la Antártica Chilena   | PNT       | SCNT      |
| Flughafen Puerto Varas           | Puerto Varas          | Región de los Lagos                              | PUX       | SCPV      |
| Flugplatz Puerto Williams        | Puerto Williams       | Región de Magallanes y de la Antártica Chilena   | WPU       | SCGZ      |
| Flughafen Punta Arenas           | Punta Arenas          | Región de Magallanes y de la Antártica Chilena   | PUQ       | SCCI      |
| Flugplatz Rancagua               | Rancagua              | Región del Libertador General Bernardo O’Higgins | –         | SCRG      |
| Flugplatz San Felipe             | San Felipe            | Región de Valparaíso                             | SSD       | SCSF      |
| Flughafen Santiago de Chile      | Santiago de Chile     | Metropolregion Santiago                          | SCL       | SCEL      |
| Flugplatz Talca                  | Talca                 | Región del Maule                                 | TLX       | SCTL      |
| Flugplatz Las Breas              | Taltal                | Región de Antofagasta                            | TTC       | SCTT      |
| Flughafen Maquehue               | Temuco                | Región de la Araucanía                           | PZS       | SCTC      |
| Flughafen Temuco                 | Temuco                | Región de la Araucanía                           | ZCO       | SCQP      |
| Flugplatz Barriles               | Tocopilla             | Región de Antofagasta                            | TOQ       | SCBE      |
| Flughafen Valdivia               | Valdivia              | Región de Los Ríos                               | ZAL       | SCVD      |
| Flughafen Vallenar               | Vallenar              | Región de Atacama                                | VLR       | SCLL      |
| Flugplatz Victoria               | Victoria              | Región de la Araucanía                           | ZIC       | SCTO      |
| Flugplatz Viña del Mar           | Viña del Mar / Concón | Región de Valparaíso                             | KNA       | SCVM      |
| Flugplatz Rodelillo              | Viña del Mar          | Región de Valparaíso                             | VAP       | SCRD      |